# William Powlett (homme politique)
William Powlett (vers 1693–1757), de Chilbolton et Easton, Hampshire, est un propriétaire terrien britannique et un homme politique whig qui siège à la Chambre des communes entre 1729 et 1757.

## Biographie
Il est le fils aîné de William Powlett et de sa première épouse Louisa, fille d'Armand-Nompar de Caumont, marquis de Montpouillon, et petite-fille d'Henri-Nompar de Caumont, 3e duc de La Force. Il s'inscrit au Wadham College d'Oxford le 27 octobre 1710, à l'âge de 17 ans . En 1718 et de nouveau en 1721, il est maire de Lymington. Il épouse Lady Annabella Bennet, fille de Charles Bennet, 1er comte de Tankerville, le 10 février 1721. En 1729, il hérite des domaines de son père .
Powlett est réélu député de Lynington sous le patronage de son cousin, Charles Powlett (3e duc de Bolton), lors d'une élection partielle contestée le 13 mai 1729. Il soutient le gouvernement jusqu'en 1734, date à laquelle il suit le duc dans l'opposition, votant contre le gouvernement sur l'abrogation de l'acte septennal. Il se présente sans succès à Winchester aux élections générales britanniques de 1734, mais est réélu aux élections générales britanniques de 1741 après un scrutin. Il vote contre le gouvernement jusqu'en 1746, date à laquelle il vote avec eux sur les Hanovriens. Il est battu à Winchester lors des élections générales britanniques de 1747 et de nouveau lors d'une élection partielle en 1751 .
Aux élections générales britanniques de 1754, Powlett est réélu sans opposition pour Whitchurch sous le patronage de son beau-frère, John Wallop, Lord Portsmouth .
Powlett meurt le 28 février 1757 en laissant un fils et une fille. Sa fille Annabella épouse le révérend Richard Smyth d'Itchen et est la mère de William Powlett Powlett. Son frère Charles Armand Powlett est également député .